# Jong meisje in het venster
Jong meisje in het venster is een schilderij van Rembrandt in het Nationalmuseum in Stockholm.

## Voorstelling
Wie het meisje is is onbekend. Ze werd in het verleden wel geïdentificeerd als Hendrickje Stoffels met wie Rembrandt in 1651 samenwoonde. Hendrickje was op dat moment echter 25 terwijl het meisje op het schilderij een stuk jonger is. In het midden van de 17e eeuw maakte Rembrandt meerdere schilderijen op de grens van portret en genrestuk met jonge vrouwen.

## Toeschrijving en datering
Het werk is middenonder gesigneerd ‘Rembrandt / f 1651’.

## Herkomst
Het werk is afkomstig uit Zweeds privébezit. In de 18e eeuw was het achtereenvolgens in het bezit van gravin Stina Lillie (1677-1727), haar zoon Johan Gabriel Sack (1697-1751) en zijn vrouw Eva Bielke (1706-1778), Stockholm. In 1779 verkochten de erven van Eva Bielke het werk samen met 24 andere schilderijen aan koning Gustaaf III van Zweden. In 1795 wordt het werk vermeld in de inventaris van het Koninklijk Museum in Stockholm. In 1866 werd het overgebracht naar het Nationalmuseum.